# Tammukkajärvi (Gällivare socken, Lappland, 745879-174472)
Tammukkajärvi är en sjö i Gällivare kommun i Lappland och ingår i Kalixälvens huvudavrinningsområde.